# جوان ميلز
جوان ميلز (بالإنجليزية: Joanne Mills)‏ هي لاعبة غولف أسترالية، ولدت في 18 ديسمبر 1969 في سيدني في أستراليا.